# Liste der Baudenkmale in Völschow
In der Liste der Baudenkmale in Völschow sind alle denkmalgeschützten Bauten der Gemeinde Völschow (Mecklenburg-Vorpommern) und ihrer Ortsteile aufgelistet. Grundlage ist die Veröffentlichung der Denkmalliste des Kreises Demmin mit dem Stand vom 18. Dezember 1996. 

## Legende
In den Spalten befinden sich folgende Informationen:
- ID-Nr: Die Nummer wird von den Denkmalämtern der Landkreise vergeben. Wenn sie nicht bekannt ist, bleibt die Spalte leer. In dieser Spalte kann sich zusätzlich das Wort Wikidata befinden, der entsprechende Link führt zu Angaben zu diesem Denkmal bei Wikidata.
- Lage: die Adresse des Denkmales und die geographischen Koordinaten.
Link zu einem Kartenansichtstool, um Koordinaten zu setzen. In der Kartenansicht sind Denkmale ohne Koordinaten mit einem roten bzw. orangen Marker dargestellt und können in der Karte gesetzt werden. Denkmale ohne Bild sind mit einem blauen bzw. roten Marker gekennzeichnet, Denkmale mit Bild mit einem grünen bzw. orangen Marker.
- Bezeichnung: Bezeichnung, so wie sie in den offiziellen Listen der Denkmalämter steht. Ein Link hinter der Bezeichnung führt zum Wikipedia-Artikel über das Denkmal. Wenn die Bezeichnung der Denkmalämter inhaltlich fehlerhaft ist, ist in der Spalte „Beschreibung“ darauf hinzuweisen.
- Beschreibung: Beschreibung des Denkmales
- Bild: ein Bild des Denkmales und gegebenenfalls einen Link zu weiteren Fotos des Denkmals im Medienarchiv Wikimedia Commons

## Baudenkmale nach Ortsteilen

### Völschow
| ID | Lage                | Bezeichnung                                                                 | Beschreibung | Bild                                                   |
| -- | ------------------- | --------------------------------------------------------------------------- | --- | ------------------------------------------------------ |
|    | Dorfstraße          | Stallscheune (R.Sch.1902)                                                   | |                                                        |
|    | Dorfzentrum (Karte) | Kirche Völschow mit Feldsteinmauer und Friedhofsportal                      | Schiff und Turm aus gespaltenen Feldsteinen, mit Backsteinelementen, Turmspitze mit Stufengiebeln (quer) und sechseckiger spitzer Laterne | Kirche Völschow mit Feldsteinmauer und Friedhofsportal |
|    | Landesstraße 35     | Meilenstein (Meilenobelisk, an der Landesstraße 35, ehemals B 96/295/0,220) | Stumpfer Granitobelisk |                                                        |

### Jagetzow
| ID | Lage     | Bezeichnung                                  | Beschreibung                                                                                     | Bild                                         |
| -- | -------- | -------------------------------------------- | ------------------------------------------------------------------------------------------------ | -------------------------------------------- |
|    | Friedhof | Grabstätte des Sozialökonomen Karl Rodbertus | Grabsteine gut erhalten. Der Urzustand (Umrandung und Bepflanzung) ist beseitigt und ungepflegt. | Grabstätte des Sozialökonomen Karl Rodbertus |
|    |          | Gutshaus                                     | Gefängniskeller aus der Zeit der Leibeigenschaft                                                 |                                              |
|    |          | Kirche                                       | Kleine Kapelle, Fachwerk gemauert - Fächer verputzt, restauriert. Kirchhof - gepflegte Anlage    | Kirche                                       |

## Quelle
- Bericht über die Erstellung der Denkmallisten sowie über die Verwaltungspraxis bei der Benachrichtigung der Eigentümer und Gemeinden sowie über die Handhabung von Änderungswünschen (Stand: Juni 1997)